# Голузино (Старорусский район)
Голузино — деревня в Старорусском муниципальном районе Новгородской области, с весны 2010 года относится к Великосельскому сельскому поселению. На 1 января 2011 года постоянное население деревни — 1 житель, число хозяйств — 1.
Деревня расположена на левом берегу реки Белка, в 6 км к северо-востоку от деревни Большие Боры, на противоположном берегу Белки — деревня Марково. Деревня находится на Приильменской низменности на высоте 31 м над уровнем моря.

## Население
| 2010 | 2011 | 2012 | 2013 |
| ---- | ---- | ---- | ---- |
| 0    | ↗1   | →1   | ↘0   |

## История
До весны 2010 года входила в ныне упразднённое Большеборское сельское поселение.

## Транспорт
В деревню Голузино проходит автодорога из деревни Большие Боры есть мост через Белку соединяющий Голузино с деревней Марково. Ближайшая железнодорожная станция расположена в Тулебле.